# 93e division d'infanterie (Allemagne)
Pour les articles homonymes, voir 93e division.
La 93e division d'infanterie (en allemand : 93. Infanterie-Division ou 93. ID) est une des divisions d'infanterie de l'armée allemande (Wehrmacht) durant la Seconde Guerre mondiale.

## Création et différentes dénominations
La 93. Infanterie-Division est formée le 17 septembre 1939 en tant qu'élément de la 5. Welle (5e vague de mobilisation).
Le Grenadier-Regiment 271 "Feldherrenhalle" est détaché en février 1943 pour reformer à partir de la 60e division d'infanterie (mot) en Panzergrenadier-Division Feldherrnhalle.
Elle est détruite en province de Prusse-Orientale en mars 1945.

## Organisation

### Commandants
| Date                                 | Grade                  | Commandant           |
| ------------------------------------ | ---------------------- | -------------------- |
| 1er septembre 1939 - 1er mai 1943    | General der Pioniere   | Otto Tiemann         |
| 1er mai 1943 - 31 mai 1943           | Generalleutnant        | Gottfried Weber      |
| 31 mai 1943 - ? septembre 1943       | General der Pioniere   | Otto Tiemann         |
| ? septembre 1943 - 1er octobre 1943  | General der Artillerie | Horst von Mellenthin |
| 1er octobre 1943 - 20 juin 1944      | Generalleutnant        | Karl Löwrick         |
| 20 juin 1944 - 27 juillet 1944       | Generalleutnant        | Erich Hofmann        |
| 27 juillet 1944 - 1er septembre 1944 | Oberst                 | Hermann              |
| 1er septembre 1944 - ? mars 1945     | Generalmajor           | Kurt Domansky        |

## Théâtres d'opérations
- West Wall : Septembre 1939 - Mai 1940
- France : Mai 1940 - Juin 1941
- Front de l'Est, secteur Nord : Juin 1941 - Août 1943
- Pologne : Août 1943 - Octobre 1943
- Front de l'Est, secteur Nord : Octobre 1943 - Octobre 1944
- Poche de Courlande : Octobre 1944 - Décembre 1944
- Prusse orientale : Décembre 1944 - Mai 1945

## Ordres de bataille
Septembre 1939
- Infanterie-Regiment 270
- Infanterie-Regiment 271
- Infanterie-Regiment 272
- Artillerie-Regiment 193
- Pionier-Bataillon 193
- Panzerabwehr-Abteilung 193
- Infanterie-Divisions-Nachrichten-Abteilung 193
- Infanterie-Divisions-Nachschubführer 193

Septembre 1943
- Grenadier-Regiment 270
- Grenadier-Regiment 272
- Grenadier-Regiment 273
- Feldersatz-Bataillon 193
- Divisions-Füsilier-Bataillon 93
- Artillerie-Regiment 193
- Pionier-Bataillon 193
- Panzerjäger-Abteilung 193
- Infanterie-Divisions-Nachrichten-Abteilung 193
- Infanterie-Divisions-Nachschubführer 193

## Décorations et honneurs
Le Infanterie-Regiment 271 reçoit le titre honorifique "Feldherrnhalle" le 9 août 1942. La bande de bras "Feldherrnhalle" est autorisé à être portée par le Infanterie Regiment 271 pour illustrer les liens avec la SA-Standarte Feldherrnhalle. Le III. Battalion du Infanterie-Regiment 271 est formé à partir des membres de la SA-Standarte Feldherrnhalle et en honneur de cet héritage, le 1er bataillon et plus tard, l'ensemble du régiment ainsi que son unité de remplacement utilise un drapeau d'unité SA standard au lieu de celui de la Heer.
Des membres de cette division ont été récompensés à titre personnel pour leurs faits de guerre:
- Agrafe de la liste d'honneur
  - 43
- Croix allemande en Or
  - 77
- Croix de chevalier de la Croix de fer
  - 22
  - 3 feuilles de chêne